# Ute Niziak
Ute Niziak (* 26. Februar 1982 in Dresden) ist eine ehemalige deutsche Biathletin.
Die für den SSV Altenberg startende Sächsin begann ihre internationale Karriere bei den Juniorenweltmeisterschaften von Chanty-Mansijsk 2001. Im Sprint wurde sie dort Fünfte, in der Verfolgung Sechste. Ein Jahr danach in Ridnaun gewann sie jeweils Silber in Einzel und Verfolgung und verpasste eine weitere Medaille im Sprint als Vierte nur knapp. Mit der Staffel, zu der auch Jenny Adler gehörte, gewann sie Gold. Besonders erfolgreich waren ihre letzten Juniorentitelkämpfe 2003 in Kościelisko. Sie gewann Gold im Einzel und in der Verfolgung, Silber mit der Staffel und Bronze im Sprint. 2005 startete Niziak erstmals bei Europameisterschaften in Nowosibirsk. Mit der Staffel, zu der auch Sabrina Buchholz, Jenny Adler und Barbara Ertl gehörten, wurde sie Vierte. Auch bei der EM 2007 in Bansko konnte sie sich in allen Rennen gut platzieren. Mit der Staffel und in der Verfolgung gewann sie Silber, im Sprint wurde sie Vierte, im Einzel Fünfte.
2003 in  Ridnaun debütierte Niziak im Europacup. Nach einem elften Rang im Einzel gewann sie das Sprintrennen. Weitere fünf Siege und ein Staffelsieg kamen hinzu. Im Biathlon-Weltcup debütierte Niziak beim vorolympischen Weltcup von San Sicario 2005 und wurde 37. im Einzel. Zwei Jahre später wurde sie in Oslo am Holmenkollen erneut eingesetzt und erreichte einen 35. Platz im Sprint. Im vorletzten Saisonrennen kam sie in einer Verfolgung nach einem 45. Platz im Sprint durch ein Null-Fehler-Schießen als 21. in die Punkteränge.
Niziak gab 2008 ihren Rücktritt vom aktiven Sport offiziell bekannt.

## Biathlon-Weltcup-Platzierungen
| Platzierung         | Einzel | Sprint | Verfolgung | Massenstart | Staffel | Gesamt |
| ------------------- | ------ | ------ | ---------- | ----------- | ------- | ------ |
| 1. Platz            |        |        |            |             |         |        |
| 2. Platz            |        |        |            |             |         |        |
| 3. Platz            |        |        |            |             |         |        |
| Top 10              |        |        |            |             |         |        |
| Punkteränge         |        |        | 1          |             |         | 1      |
| Starts              | 1      | 3      | 2          |             |         | 6      |
| Stand: Karriereende |        |        |            |             |         |        |